# 报童传奇
《报童传奇》（英語：Newsies）是一部1992年美国时代音乐劇情片，由华特迪士尼影片出品。该片由編舞肯尼·奥特加（这是他的长片导演处女作）执导，剧本由鲍勃·祖迪克和诺丽·怀特组成的编剧团队撰写，取材于1899年纽约报童大罢工。影片由克里斯汀·貝爾、比尔·普尔曼、安-玛格丽特和勞勃·杜瓦主演。亚伦·孟肯为该片创作了12首原创歌曲，杰克·费尔德曼作词，J·A·C·雷德福作曲。
该片票房惨淡，评价褒贬不一。不过该片在发布家庭录像版本之后受到了邪典追捧，并最终被改编成在百老汇剧院演出的同名舞台音乐剧。该剧曾获得八项托尼獎提名，其中孟肯和费尔德曼获得两项奖项，包括最佳原创配乐奖。